# Équipe de Guinée masculine de volley-ball
Cet article traite de l'équipe masculine. Pour l'équipe féminine, voir Équipe de Guinée féminine de volley-ball.
L'équipe de Guinée de volley-ball est l'équipe nationale qui représente la Guinée dans les compétitions internationales de volley-ball.

## Palmarès
- Championnat d'Afrique
  - Troisième (1) : 1967